# Ángel González Palencia
Cándido Ángel González Palencia (Horcajo de Santiago, Conca, 4 de setembre de 1889 - Olivares de Júcar, 30 d'octubre de 1949) fou un arabista i crític literari espanyol, acadèmia de la Reial Acadèmia Espanyola i de la Reial Acadèmia de la Història.

## Biografia
Va viure la seva infància en les localitats de Priego i Beteta i va estudiar en l'Institut de Conca, on va obtenir el grau de batxiller en Arts. González Palencia va alternar aquests estudis amb altres al Seminari menor de Conca, on va aprofundir en llatí, filosofia i teologia de 1897 a 1909; allí va coincidir amb un altre futur erudit, Luis Astrana Marín.
En morir el seu pare, va haver d'abandonar la vocació sacerdotal i traslladar-se a Madrid amb la seva mare i la seva germana per treballar com a passant en un col·legi madrileny, labor que va compaginar amb els estudis de filosofia i lletres, en els quals es llicencia el 1910 amb excel·lent. Va entrar en el Cos Facultatiu d'Arxivers, Bibliotecaris i Arqueòlegs i el 1911 va guanyar per oposició la plaça d'arxiver en la delegació d'Hisenda de Toledo, la qual cosa va aprofitar per estudiar la història dels mossàrabs a la ciutat. Va aconseguir trasllat a l'Arxiu Històric Nacional el 1913 i es va doctorar en Filosofia i lletres el 1915, amb una edició i traducció de la Lògica d'Abu-s-Salt ad-Daní.
Va ser deixeble dels grans arabistes Julià Ribera Tarragó i Miguel Asín Palacios; aquest últim el va portar a casa seva per aprofundir amb altres alumnes com Maximiliano Agustín Alarcón en la matèria i ajudar-lo.
Des de 1916 va treballar com a professor auxiliar en la facultat de filosofia i lletres de la Universitat Central, fins a obtenir-hi el 1927 la càtedra de literatura aràbigo-espanyola, succeint Julià Ribera.
Va ser acadèmic de la Reial Acadèmia de la Història (1930) i de la Llengua (1940). Va dirigir l'Escola d'Estudis Àrabs del Centre d'Estudis Històrics de Madrid, la Biblioteca de Asuntos Orientales i la Biblioteca SAETA de literatura espanyola. També va col·laborar en l'Enciclopedia Universal Ilustrada Europeo Americana.
Va ser un fecund investigador, autor d'edicions i traduccions de textos àrabs i innombrables estudis literaris, històrics, bibliogràfics i erudits de la seva especialitat i sobre autors de la literatura espanyola en general, com Enrique Flórez, Jorge de Montemayor, Juan Meléndez Valdés, Juan Ruiz de Alarcón, Francisco de Quevedo, Francisco Cerdá y Rico, Miguel de Cervantes i Juan López de Hoyos.
Va morir en un accident d'automòbil a Olivares de Júcar (Cuenca).

## Obres

### Sobre literatura espanyola
- En col·laboració amb Juan Hurtado, Historia de la literatura española, i Antología de la literatura española, 1926.
- El Cancionero de Jorge de Montemayor, 1931.
- Don Francisco Cerdá y Rico, su vida y sus obras, 1928.
- Testamento de Juan López de Hoyos, maestro de Cervantes, 1921.
- Índice de la España Sagrada, 1918.
- Pleitos de Quevedo con la villa de Torre de Juan Abad, 1928.
- Las fuentes de la comedia de Juan Ruiz de Alarcón Quien mal anda, mal acaba, 1929.
- El arzobispo don Raimundo de Toledo, 1942.
- Eruditos y libreros del siglo XVIII. Estudios histórico-literarios., 1948.
- La España del Siglo de Oro, 1940.
- Gonzalo Pérez, secretario de Felipe II. Dos vols, el segundo epistolario, 1946.
- Del Lazarillo a Quevedo, 1946.
- El conde de Moctezuma, corregidor de Madrid, 1949.
- Pedro de Medina (Libro de grandezas y cosas memorables de España). Discurs llegit a la Real Academia Española, Madrid, 1940.
- Entre dos siglos. Estudios literarios (segunda serie). 1943.
- Las ediciones académicas del Quijote, 1947.
- Quevedo, Tirso y las comedias ante la Junta de Reformación, 1946.
- Clásicos españoles I: Obras de Pedro de Medina. Edición y prólogo de Ángel González Palencia, 1944.
- El sevillano Don Juan Curiel, juez de imprentas, 1945.
- Romancero general. Tomo I (1600, 1604, 1605) Madrid, 1947. Edición, prólogo e índices de Ángel González Palencia

### Arabisme
- Manuscritos árabes y aljamiados..., 1912.
- Tratado de Lógica, por Abusalt de Dénia, texto árabe, traducción y estudio previo, 1915.
- Edición y traducción del ¡¡Catálogo de las ciencias¡¡ de Alfarabi, 1953, póstuma.
- Historia de la literatura arábigo-española, Barcelona, 1928; segunda edición revisada, Barcelona, 1945.
- Los mozárabes de Toledo en los siglos XII y XIII, cuatro vols, de 1926 a 1930.
- El amor entre los musulmanes españoles, 1930.
- El Islam y Occidente, discurso de entrada en la Real Academia de Historia, 1931.
- Historia de la España musulmana, 1929
- Don Miguel Asín Palacios (1871-1944). 1944.
- Influencia de la Civilización Árabe, 1931.
- Moros y Cristianos en España Medieval. Estudios Histórico-Literarios. Tercera serie, 1945.
- Versiones Castellanas del Sendebar, 1946.
- Historias y Leyendas. Estudios Literarios. 1942.

### Altres
- Miscelánea conquense, 1929.
- El tesoro de los Nazaríes, 1940.
- La maya. Madrid, CSIC, 1944.
- Fuentes para la historia de Cuenca y su provincia. Madrid, CSIC, 1944.